# Saint-Quentin-de-Caplong
Saint-Quentin-de-Caplong ist eine französische Gemeinde mit 256 Einwohnern (1. Januar 2022) im Département Gironde in der Region Nouvelle-Aquitaine.

## Literatur

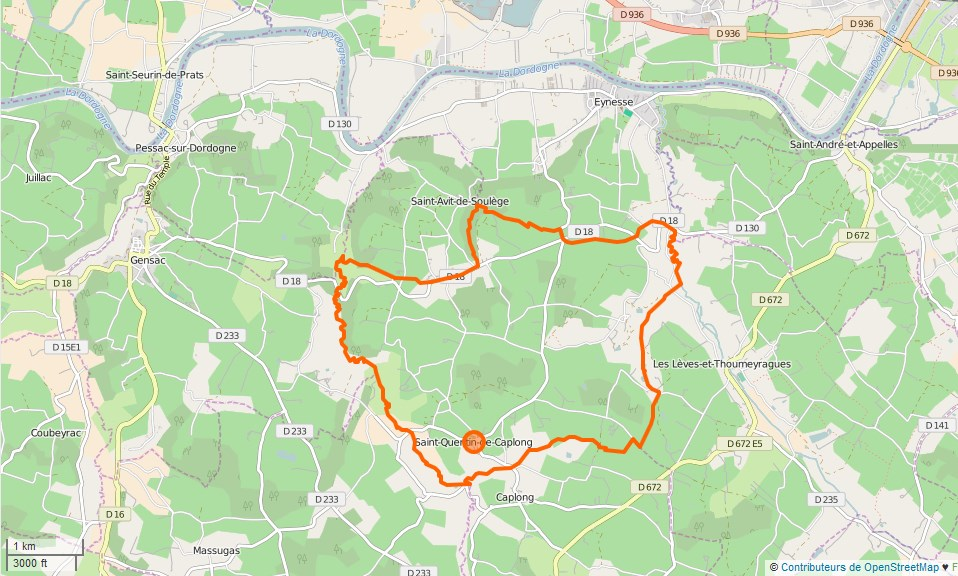
Gemeindegrenzen von Saint-Quentin-de-Caplong

## Geografie
Saint-Quentin-de-Caplong liegt zwischen Libourne und Bergerac, nah dem Fluss Dordogne im Weinbaugebiet Sainte-Foy-Bordeaux.

## Bevölkerungsentwicklung
| Jahr      | 1962 | 1968 | 1975 | 1982 | 1990 | 1999 | 2006 | 2017 |
| Einwohner | 388  | 402  | 340  | 293  | 312  | 276  | 252  | 243  |

## Sehenswürdigkeiten
- Kirche Saint-Quentin